# Учебно-научный профессионально-педагогический институт
Учебно-научный профессионально-педагогический институт украинская инженерно-педагогическая академия «УНППИ УИПА» — государственное высшее учебное заведение 4-го уровня аккредитации, основанное 3 мая 1962 года как Артёмовский общетехнический факультет «АОТФ УЗПИ», с 1993 по 2011 гг. Электротехнологический факультет Украинской инженерно-педагогической академии «ЭТФ УИПА», с 2011 г. Учебно-научный профессионально-педагогический институт «УНППИ УИПА».

## История
История института началась в 1961 г. когда в соответствии с приказом ректора института Г. Я. Андреева был организован Артёмовский опорный пункт.
Через год, 3 мая 1962 г. приказом Минвуза УССР № 266 опорный пункт был преобразован в Артёмовский общетехнический факультет «АОТФ УЗПИ». Его первым деканом был Клюевский Фёдор Михайлович. Сначала факультет располагался в здании, принадлежащем заводу по обработке цветных металлов им. Квиринга по Индустриальному переулку. В 1967 г. факультет переехал здание бывшего интерната. Главным заданием АОТФ УЗПИ была подготовка инженерных кадров для промышленности Донецкой области. В те годы кол-во студентов заочной формы на 1-м этапе доходило до 1100 человек, при этом конкурс доходил до 2,1 человека на место.
В 1968 г. деканом факультета стал Алексей Кондратьевич Павлов. Все преподаватели факультета являлись членами всесоюзного общества «Знание».
Благодаря его усилиям 31 августа 1978 г. был открыт корпус наклонных аудиторий, который по форме напоминал открытую книгу.
В 1982 г. Украинский заочный политехнический институт получил имя скоропостижно скончавшегося второго секретаря ЦК Компартии Украины, бывшего первого секретаря Харьковского Обкома компартии Украины Ивана Захаровича Соколова. Полное название вуза стало таким «Украинский заочный политехнический институт им. И. З. Соколова».
Третьим деканом АОТФ УПИ в 1985 г. избран кандидат технических наук, доц. Улитин Геннадий Михайлович.
В 1986 г. в стране началась перестройка. Министерство высшего и среднего специального образования Украины приняло решение о переходе на одноэтапную подготовку специалистов внутри одного вуза и Артёмовский общетехнический факультет УЗПИ, был закрыт.
В мае 1993 г. факультет начали возрождать, была открыта кафедра общенаучных и профессионально-ориентированных дисциплин, она вошла в состав химико — механического факультета.
Обучение проводилось по 35 специальностям. Сначала обучение проводилось только на заочной форме. В 2001 г. на факультете открылась дневная форма обучения по специальности «Электроника, радиотехника, электронная схемотехника и связь».
В 2003 году деканом электротехнологического факультета был избран кандидат технических наук, доцент Коломиец В. В.
Осенью 2005 г. состоялось открытие нового учебного корпуса электротехнологического факультета в здании научно-исследовательского института УкрНИИсоль по улице Артёма 5.
Приказом № 258 от 08.09.2011 г. ректора УИПА электротехнологический факультет преобразован в Учебно-научный профессионально-педагогический институт.

## УНППИ УИПА сегодня
В настоящее время в институте обучаются около 3 тысяч студентов дневной и заочной формы обучения.
НППИ УИПА включает в себя 3 учебных корпуса, 2 из которых находятся в г. Бахмут, а один в г. Славянск.
В институте работает научное студенческое общество, клубы по интересам, которые дают возможность реализовывать свои увлечения и расширять круг интересов. Неотъемлемой частью студенческой жизни является спорт.
По инициативе студентов в мае 2002 г., на базе тогдашнего электротехнологического факультета, создана молодёжная общественная организация «Молодь Бахмута». Это молодёжная организация является самой большой в г. Бахмуте, она входит в Ассоциацию молодёжи города. Организация включена в каталог молодёжных общественных организаций Донецкой области, выпущенный Донецким областным детско-молодёжным центром.
Организация активно занимается содействием социальной защиты молодёжи, реализация молодёжных проектов, проводит творческую и спортивную работу, семинары, тренинги. Работу организации отмечают наградами городского совета
Лицензированный объём- _ ,госзаказ- _.
Институт даёт возможность получить второе высшее образование, на основе «младшего специалиста» по ускоренной программе получить диплом бакалавра.
Работает магистратура, аспирантура. Студенты института имеют возможность пройти военную подготовку на базе ХУВС.

## Кафедры и отделы
- Кафедра электромеханических систем;
- Кафедра электроники и компьютерных технологий систем управления;
- Кафедра экономики предприятия и менеджмента;
- Кафедра охраны труда и инженерной педагогики;
- Кафедра общеинженерных дисциплин;
- Кафедра химических технологий неорганических веществ;
- Кафедра военной подготовки;
- Отдел довузовской подготовки и повышения квалификации;
- Отдел организации и контроля учебного процесса;
- Учебно-научная лаборатория «Инновационные технологии в экологии»;
- Отдел компьютерной поддержки и полиграфических услуг;